# Adidas Fevernova

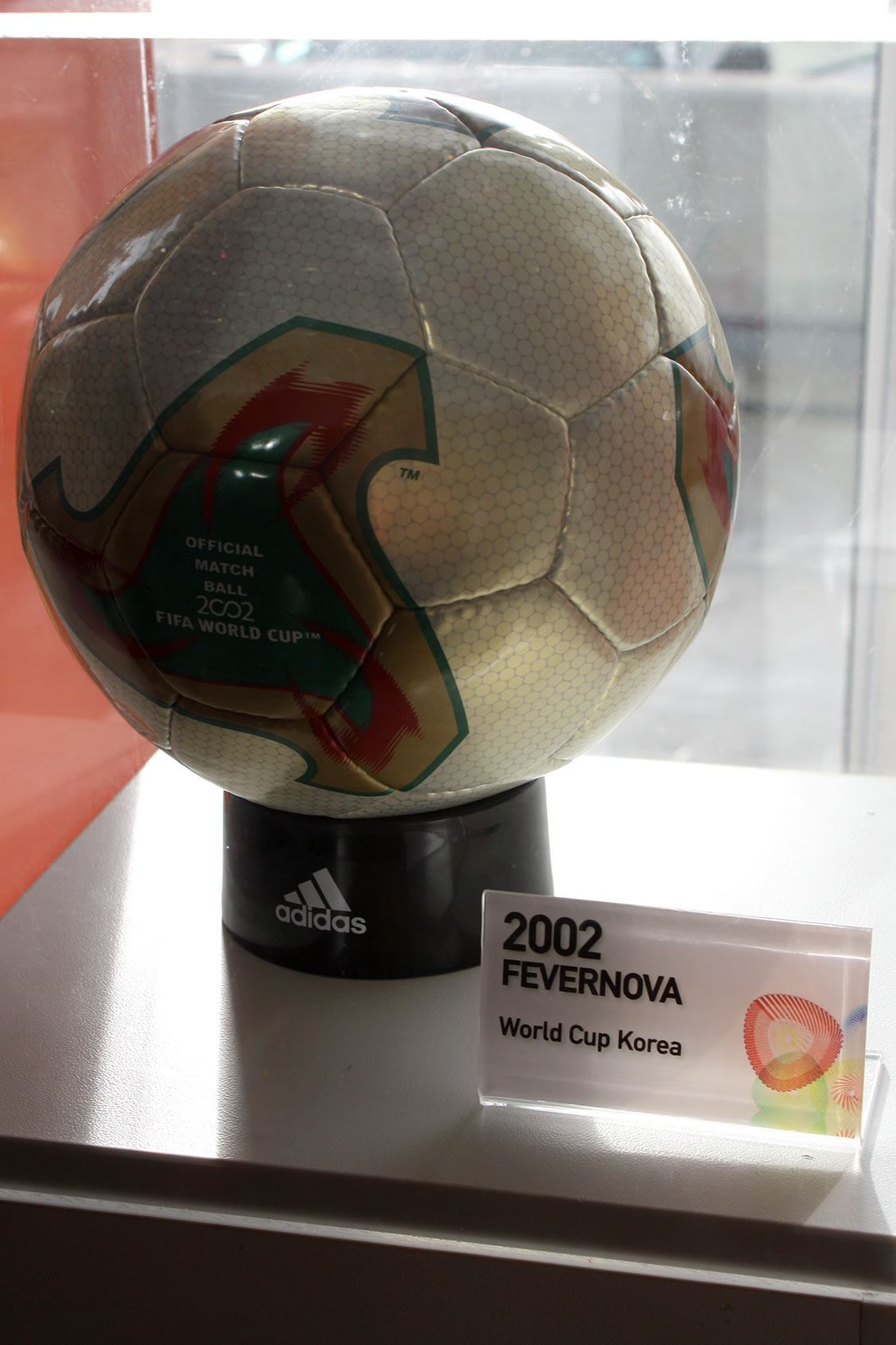

A Fevernova foi a bola de futebol oficial da Copa do Mundo FIFA de 2002 feita pela Adidas. Ela foi apresentada como o maior avanço no design de bolas de futebol desde a bola Tango, usado na Copa do Mundo de 1978, na Argentina.
Segundo o fabricante, seu colorido e revolucionário design é inteiramente baseado na cultura asiática (sede desta Copa do Mundo). Entre suas características técnicas, apresenta uma fina camada de espuma que dá à bola características de desempenho e três camadas de malha que permitem um voo mais preciso e previsível.
Esta bola recebeu críticas por ser muito leve; apesar de que foram marcados gols memoráveis durante o torneio de 2002.